# Watcher of the Skies
«Watcher of the Skies» (en castellano: Guardián de los Cielos) es la primera canción del álbum Foxtrot, del grupo Genesis del año 1972. También fue lanzado como el único sencillo del álbum. La canción fue utilizada frecuentemente como apertura de las actuaciones en vivo, siendo la primera canción de su primer álbum en vivo Genesis Live de 1973. La canción comienza con una de las introducciones más famosas en el Rock Progresivo, interpretada en melotrón por Tony Banks.
De acuerdo a Banks, se intentaba que la sección introductoria aprovechara las fuerzas tonales del modelo de melotrón que utilizaba en ese momento: "Era intencionalmente melodramática para evocar una impresión de un increíble tamaño. Era un sonido extraordinario. En el viejo melotrón Mark 2 estaban estos acordes que sonaban realmente muy bien. Hay algunos acordes que no puedes tocar en él porque estaría fuera de tono. Estos crearon una atmósfera increíble, por eso es una introducción increíble. Nunca volvió a sonar tan bien en un melotrón más moderno".
La larga introducción se mezcla con la sección principal, que se caracteriza por una prominente nota en un compás de 6/4 (que recuerda al compás 5/4 de "Marte" en la suite "Los Planetas" de Gustav Holst) tocada en cuerdas de órgano. Este compás de 6/4 era simple y acompañaba brillantemente el sentimiento de la canción, mientras la melodía explotaba los rangos vocales de Gabriel de manera admirable.
Fue escrita por Tony Banks y Mike Rutherford durante una prueba de sonido antes de una actuación en Nápoles, Italia. Mientras lo hacían, contemplaban los alrededores desérticos donde se encontraban tocando y pensaron que una tierra sin vida se vería de esta misma forma y que un visitante del espacio pensaría que el planeta estaba deshabitado cuando alguna vez hubo vida; siendo la motivación para las letras de Ciencia ficción que caracterizan a la canción, basada en el cuento "Rescue Party", de Arthur C. Clarke. El concepto de ciencia ficción no era algo nuevo en el rock progresivo; grupos como Yes, King Crimson, y Van der Graaf Generator ya trataban de ello desde 1969, pero Genesis obtuvo excelentes resultados con esta canción, demostrando la madurez que había alcanzado la banda.
La canción fue la apertura de los conciertos durante las giras de 1972-1975 y permaneció como un clásico en las actuaciones en vivo de la banda hasta 1976. Tiene un bajo vibrante, una potente guitarra y unos teclados enérgicos. En años posteriores, ha sido tocada como parte de un potpurrí, siguiendo a la canción "It" del álbum The Lamb Lies Down On Broadway, como puede encontrarse en la placa en vivo Three Sides Live.

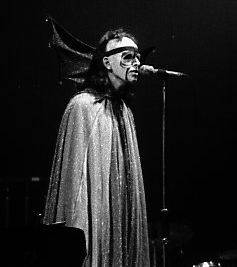
Watcher of the Skies. Toronto. 1974.

También proveyó del trasfondo musical para uno de los más memorables disfraces de Peter Gabriel: acompañado por nubes de humo de hielo seco, aparecía Gabriel en el escenario vestido con una capa brillante de varios colores y unas alas negras atadas a su cabeza para personificar a un ser extraterrestre. 
En su cara tenía pintura azul que era iluminada con una luz negra cuando se encontraba al frente del escenario, lo que hacía que sus ojos pintados brillaran en la oscuridad.
"Watcher Of The Skies" también fue grabada en una forma más compacta como un sencillo, que permaneció sin ser lanzado al mercado hasta la inclusión en el álbum Genesis Archive 1967-75 de 1998. 
En esta versión reducida, básicamente se quita la introducción de melotrón del principio de la canción, acortándola y comenzando directamente con la secuencia principal de la canción.